# Patrick Carnes
Patrick Carnes (1944) è un medico, psicologo e sessuologo statunitense, che si occupa di dipendenze sessuali.

## Biografia

### Attività medica
Ha conseguito nel 1980 il dottorato di ricerca presso l'università del Minnesota. È stato direttore del servizio per i disordini sessuali all'ospedale "The Meadows" a Wickenburg (Arizona).
Ha fondato nel 1987 la "Society for the Advancement of Sexual Health", che si occupa di ricerca sessuologica e dipendenza sessuale.
È membro del "National Council of Sexual Addiction/Compulsivity" e della "American Academy of Health Care Providers in the Addictive Disorders" e ha partecipato all'istituzione del "Certified Sex Addiction Therapist Program" (certificazione dei terapeuti delle dipendenze sessuali).
Dirige il "Gentle Path Program" presso la clinica "Pine Grove Behavioral Center" di Hattiesburg (Mississippi)

### Teorie sulle dipendenze sessuali
Secondo Patrick Carnes il ciclo della dipendenza sessuale inizia con i "core beliefs", credenze, spesso inconsce, della persona affetta da sesso-dipendenza:
1. "Io sono principalmente una persona cattiva e immeritevole".
2. "Nessuno mi amerebbe per quello che sono".
3. "I miei bisogni non saranno mai soddisfatti se devo dipendere dagli altri".
4. "Il Sesso è il mio bisogno più importante".

Queste convinzioni porterebbero il dipendente a percepire la sessualità come un lenitivo, che rende l'isolamento sopportabile: "Se non hai fiducia nelle persone, una cosa certa riguardo al sesso (come per alcool, cibo, gioco d'azzardo e rischio) è che fa sempre ciò che promette, all'inizio.''"
Nel suo lavoro presso l'ospedale "The Meadows" di Wickenburg (Arizona) ha sviluppato una tecnica terapeutica basata su uno studio sul campo del recupero di 1.000 dipendenti sessuali dal 1996 al 2004. Successivamente ha riassunto la sua tecnica terapeutica nel suo saggio Don't Call It Love.

## Pubblicazioni
Ha pubblicato diversi libri divulgativi sul trattamento delle dipendenze sessuali: 
- Mending a Shattered Heart (coautore) Carefree, AZ: Gentle Path Press (ISBN 9780977440061)
- Recovery Start Kit (2007) Carefree, AZ: Gentle Path Press ISBN 9780977440023
- The Betrayal Bond: Breaking Free of Exploitive Relationships (ISBN 9781558745261)
- Don't Call It Love : Recovery from Sexual Addiction (1991) New York: Bantam Books.(ISBN 9780553351385)
- Out of the Shadows : Understanding Sexual Addiction (1983) Minneapolis, MN: CompCare. (ISBN 9781568386218)
- A Gentle Path Through the Twelve Steps : The Classic Guide for All People in the Process of Recovery (ISBN 9781568380582)
- Sexual Anorexia : Overcoming Sexual Self-Hatred (ISBN 9781568381442)
- Contrary to Love : Helping the Sexual Addict (ISBN 9781568380599)
- Facing the Shadow - Starting Sexual and Relationship Recovery: A Gentle Path Workbook for Beginning Recovery from Sex Addiction (2005) Carefree, AZ: Gentle Path Press (ISBN 9780977440009)
- The Clinical Management of Sex Addiction (coautore con Kenneth M. Adams) (2002).(ISBN 9781583913611)
- In the Shadows of the Net: Breaking Free of Compulsive Online Sexual Behavior (coautore) (ISBN 9781592854783)

I suoi trattamenti sono inoltre spiegati su cd e dvd:
- Addiction Interaction Disorder, Patrick Carnes - CD
- Eroticized Rage, Patrick Carnes - CD
- Facing the Shadow: A Workshop in Sexual Addiction Recovery, Patrick Carnes - CD
- Multiple Addictions: A Workshop in Multiple Addictions Recovery, Patrick Carnes - CD
- Towards a New Freedom, Patrick Carnes - CD
- Addiction Interaction Disorder, Patrick Carnes
- Trauma Bonds, Patrick Carnes
- Contrary to Love Series ( 12 part PBS Series), Patrick Carnes

### Articoli su riviste scientifiche
- Understanding sexual addiction, Patrick Carnes. SIECUS (Sex Information and Education Council of the U.S.) Report. New York: Jun/Jul 2003.Vol.31, Iss. 5; pg. 5